# Demetri McCamey
Demetri McCamey jr. (Bellwood, 21 febbraio 1989) è un ex cestista statunitense.

## Carriera
Dopo quattro stagioni alla University of Illinois at Urbana-Champaign, ha esordito da professionista nel 2011 con il Mersin, squadra della massima serie turca con cui ha disputato 8 partite. Nel dicembre 2011 si è trasferito in Israele all'Hapoel Gerusalemme, dove ha collezionato 4 presenze, l'ultima delle quali il 22 gennaio 2012.
Nell'estate 2012 ha disputato 5 partite di NBA Summer League con i Chicago Bulls; in settembre è stato ingaggiato dagli Houston Rockets.